# Ройо, Аристидес
Аристи́дес Ро́йо Са́нчес (исп. Arístides Royo Sánchez; род. 14 августа 1940, Ла-Чоррера, Панама) — панамский государственный деятель, президент Панамы в 1978—1982 годах.

## Биография
Родился в семье бывшего алькальда провинции Лос-Сантос, бывшего заместителя министра юстиции Панамы и учительницы.
После получения начального и среднего образования окончил Национальный институт Панамы, получив в 1959 году звание бакалавра гуманитарных наук. Был председателем Ассоциации выпускников. Затем изучал право в Саламанкском и Болонском университетах. В обоих университетах занимал пост президента панамских студенческих ассоциаций.
Вернувшись на родину в 1965 году, начал свою профессиональную деятельность в качестве генерального секретаря канцелярии генерального прокурора страны. С 1968 года работал адвокатом в фирме Morgan and Morgan. Работал в комиссию по разработке проекта Уголовного кодекса, а затем в комиссии, которая разработала новую Национальную конституцию в 1972 году.
19 декабря 1973 года был назначен министром образования. Находясь на этой должности, в течение короткого периода в 1974 году занимал должность генерального директора Института подготовки и использования людских ресурсов (IFARHU).
Преподавал на факультетах права и государственного управления и торговли Панамского университета с 1966 года, в 1967—1971 годах — исследователь в отделе правовых исследований юридического факультета.
Как юрист, был участником переговоров по передаче Панамского канала под юрисдикцию Панамы. После подписания договора по каналу с США в 1977 году Ассамблея представителей народа Панамы предложила фактическому главе государства генералу Омару Торрихосу занять пост президента, однако он отклонил это предложение и предложил на пост главы государства А. Ройо. 14 октября 1978 года он занял этот пост.
В течение срока его четырёхлетних полномочий произошли важные улучшения в сфере образования, здравоохранения, жилья, инфраструктуры и общественных услуг. Одновременно отмечался рост бюрократии и коррупции, а также увеличение государственного долга. Президенту пришлось столкнуться со громкими скандалами и хищениями, например, в туристическом проекте на острове Контадор, строительстве шоссе Аррайян-Ла-Чоррера, моста Ван-Дам и аэропорта Токумен. Кроме того, заметно ухудшились отношения с США. Поддержка панамского правительства сандинистского национально-освободительного движения в Никарагуа, сближение с социалистической Кубой и защита позиций Аргентины во время Фолклендской войны были встречены с явным неудовольствием в Вашингтоне.
Положение в экономике и политическая эрозии ухудшились после гибели Торрихоса в авиакатастрофе 31 июля 1981 года. Смерть харизматичного панамского лидера ещё больше ослабило и так несильные позиции президента, который год спустя подать в отставку «по причине здоровья» (боли в горле) под давлением военных (в частности, М. Норьеги). Его заменил вице-президент Рикардо де ла Эсприэлья.
Посол Панамы в Испании (1982—1985 и 1994—1996), Франции (1996—2000) и Организации американских государств (ОАГ) (2004—2009).
Президент панамо-израильского института культуры в 2011—2015 годах. Член совета директоров Университета мира Организации Объединённых наций в 2013—2017 годах. Действительный член Панамской академии испанского языка с 2013 года и её директор с 2018 года.
С 1 июля 2019 года — министр по делам Панамского канала.
Автор ряда статей и книг по уголовному, трудовому и международному праву, а также по вопросам управления.
Его дочь, Наталья Ройо де Хагерман (1967 г.р.), в декабре 2019 года была назначена послом Панамы в Великобритании.